# Luimelia

#Luimelia est une série télévisée espagnole de romance lesbienne produite par Diagonal TV pour ATRESplayer PREMIUM et qui a débuté le 14 février 2020. Il s'agit du spin-off du couple Luisita (Paula Usero) et Amelia (Carol Rovira) issu de la télénovela espagnole Amar es para siempre (qui se déroule dans les années 70). #Luimelia se déroule en 2020.
Le couple formé par Luisita Gómez et Amelia Ledesma dans Amar es para siempre , ayant eu énormément de succès auprès de la communauté LGBTI, il a alors été annoncé que ces deux personnages auraient leur propre série sur ATRESplayer PREMIUM.
#Luimelia est une idée originale de Camino Sánchez, Borja González Santaolalla et Diana Rojo.
En France, les 3 premières saisons de la série sont disponibles sur Canal+ .

## Première saison (2020)
| N°dans la série | N° d'épisode | Titre                      | Date de sortie |
| --------------- | ------------ | -------------------------- | -------------- |
| 1               | 1            | «Luisita y Amelia»         | 14/02/2020     |
| 2               | 2            | «Primera cita»             | 16/02/2020     |
| 3               | 3            | «#Lurelia»                 | 23/02/2020     |
| 4               | 4            | «Nosotres»                 | 1/03/2020      |
| 5               | 5            | «Ana, Sergi y el Rey león» | 8/03/2020      |
| 6               | 6            | «Naranjas»                 | 15/03/2020     |

## Deuxième saison (2020)
| N° dans la série | N° d'épisode | Titre                | Date de sortie |
| ---------------- | ------------ | -------------------- | -------------- |
| 7                | 1            | «Luisita y Amelia 2» | 16/08/2020     |
| 8                | 2            | «Improesía»          | 23/08/2020     |
| 9                | 3            | «#BoicotLurelia»     | 30/08/2020     |
| 10               | 4            | «Kamchatka»          | 6/09/2020      |
| 11               | 5            | «Madrid»             | 13/09/2020     |
| 12               | 6            | «Algo pasa con Mary» | 20/09/2020     |

## Troisième saison (2021)
| N° dans la série | N° d'épisode | Titre                      | Date de sortie |
| ---------------- | ------------ | -------------------------- | -------------- |
| 13               | 1            | «La vecina indiscreta»     | 17/01/2021     |
| 14               | 2            | «Sarajebo»                 | 24/01/2021     |
| 15               | 3            | «El tercero de la tercera» | 31/01/2021     |
| 16               | 4            | «Yo nunca»                 | 7/02/2021      |
| 17               | 5            | «Ventanas»                 | 14/02/2021     |
| 18               | 6            | «Ukelele y guitarra»       | 21/04/2021     |

## Quatrième saison (2021)
| N° dans la série | N° d'épisode | Titre                        | Date de sortie |
| ---------------- | ------------ | ---------------------------- | -------------- |
| 19               | 1            | «La teoría del caos»         | 25/07/2021     |
| 20               | 2            | «Adiós Federico»             | 12/08/21       |
| 21               | 3            | «La maniobra Hogan»          | 8/08/2021      |
| 22               | 4            | «La gran conjunción»         | 15/08/2021     |
| 23               | 5            | «Hasta luego, Mari Carmen»   | 22/08/2021     |
| 24               | 6            | «Asteroide Z»                | 29/08/2021     |
| 25               | 7            | «Principio de incertidumbre» | 5/09/2021      |
| 26               | 8            | «Multiverso»                 | 12/09/2021     |